# Ford Thunderbird (quatrième génération)
Cet article concerne la quatrième génération de l'automobile Ford Thunderbird. Pour des informations générales sur la Thunderbird, consultez Ford Thunderbird.
La quatrième génération de la Ford Thunderbird est une grande voiture personnelle de luxe produite par Ford pour les années modèles 1964 à 1966. Cette génération de Thunderbird a été redessinée en faveur d'un look plus carré et «formel». Le seul vestige de l'image sportive de l'ancienne Thunderbird était le fait que le moteur V8 standard de 390 pouces cubes et 300 ch (224 kW) n'avait besoin que de près de 11 secondes pour pousser la lourde Thunderbird à 97 km/h. La suspension à ressort souple permettait à la carrosserie de s'incliner, de se vautrer et de "flotter" dans les courbes et les bosses. Les testeurs contemporains ont estimé que la Buick Riviera et la Pontiac Grand Prix étaient mieux pour la route sur de longues distances, mais la Thunderbird a conservé une part de marché dominante.

## Modèles

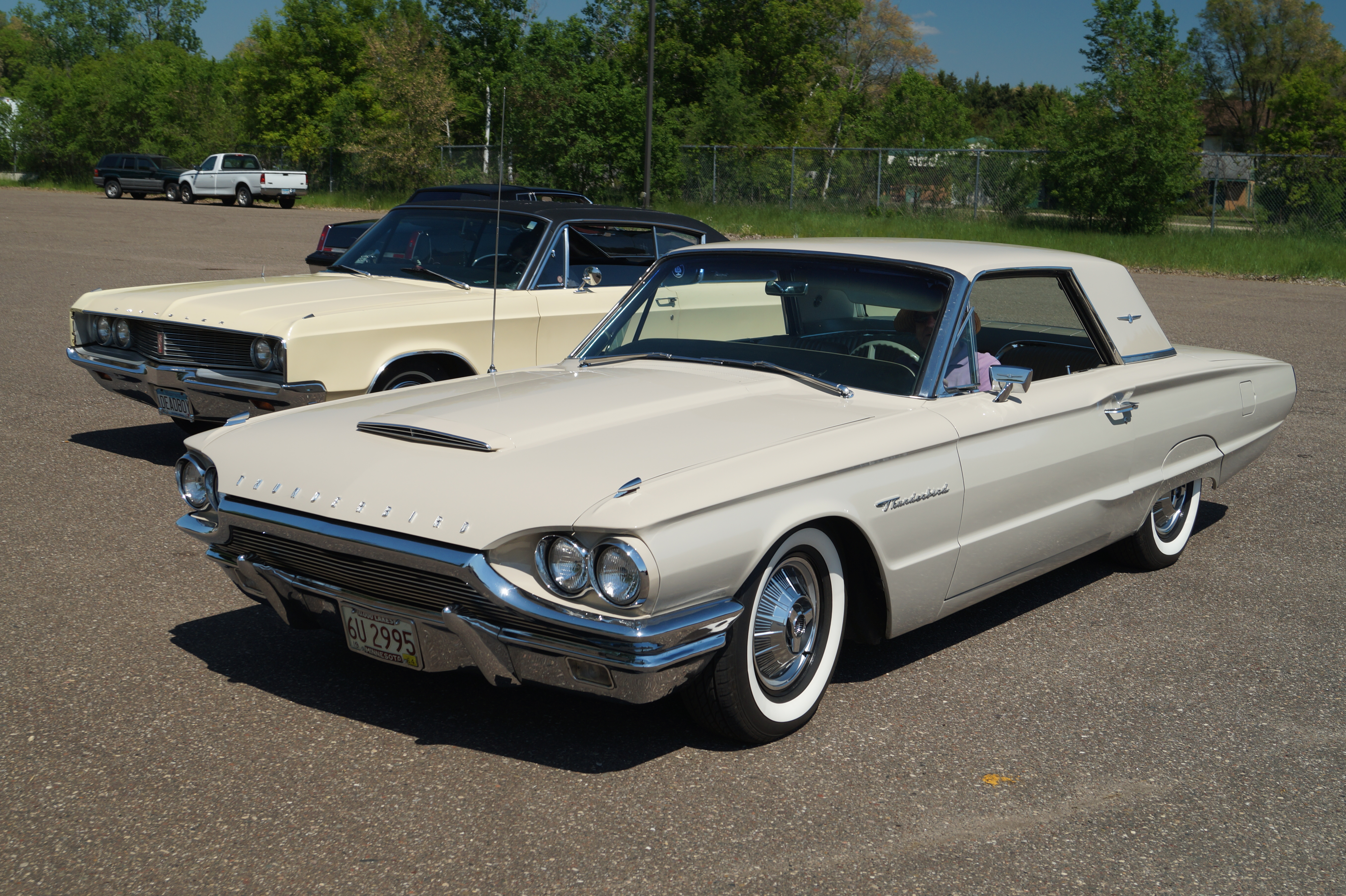
Thunderbird de 1964

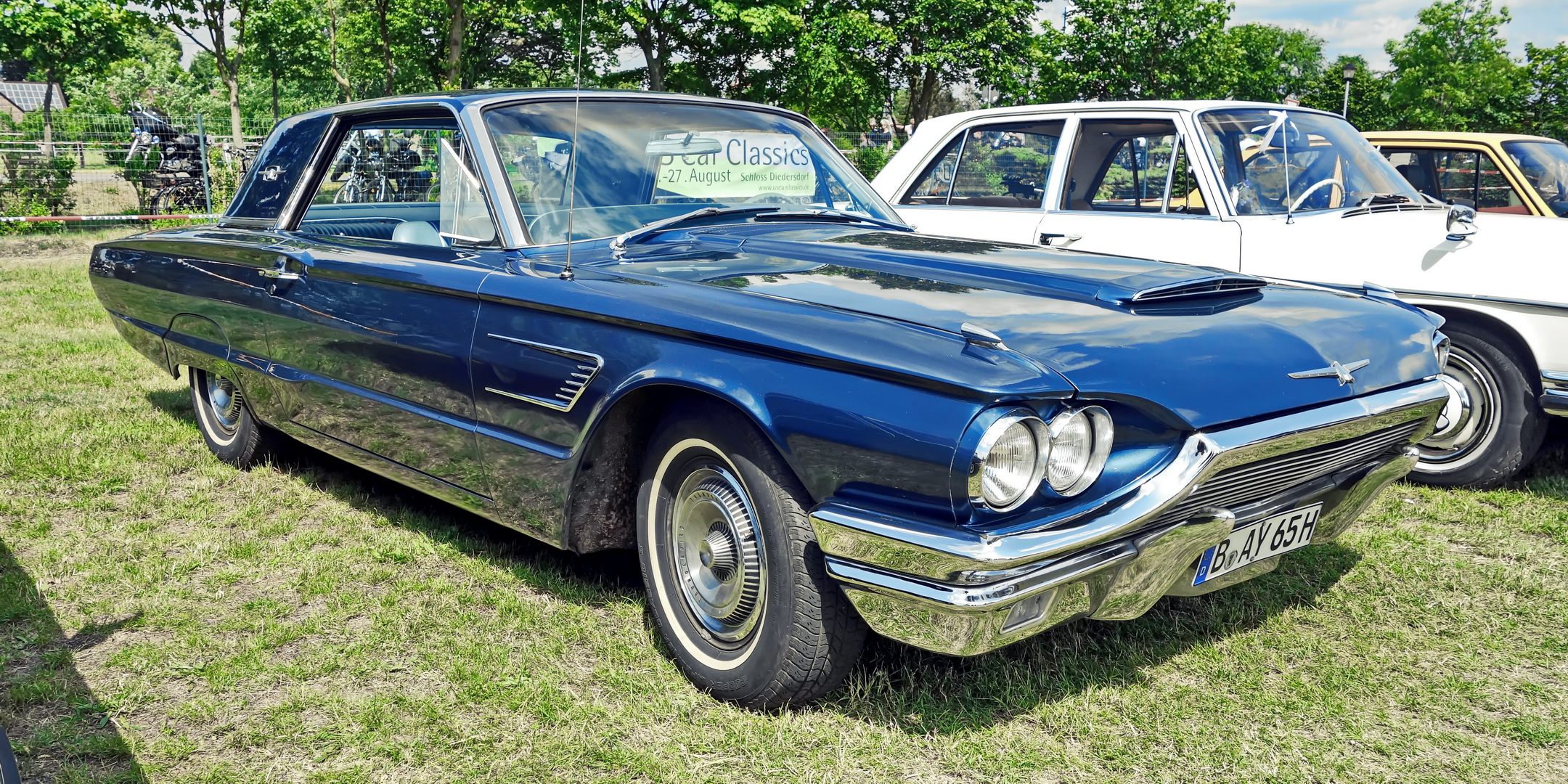
Ford Thunderbird à toit rigide de 1965

Le modèle révisé était initialement offert en tant que toit rigide, cabriolet, Sports Roadster avec couvre-caisse et roues métalliques installés par le concessionnaire, et Landau avec toit en vinyle, fers Landau simulés et aménagements intérieurs en grain de bois. Les ventes totales de 1964 ont été excellentes à 92 465 unités, en hausse de près de cinquante pour cent par rapport à l'année précédente, mais la popularité de la Sports Roadster a continué de baisser, avec seulement 50 Sports Roadster d'usine vendues. La Thunderbird de 1964 était le seul modèle de cette génération à avoir le mot «Thunderbird» épelé sur le capot avant au lieu d'un emblème Thunderbird chromé. La seule transmission disponible était la transmission automatique Cruise-O-Matic MX 3 vitesses.

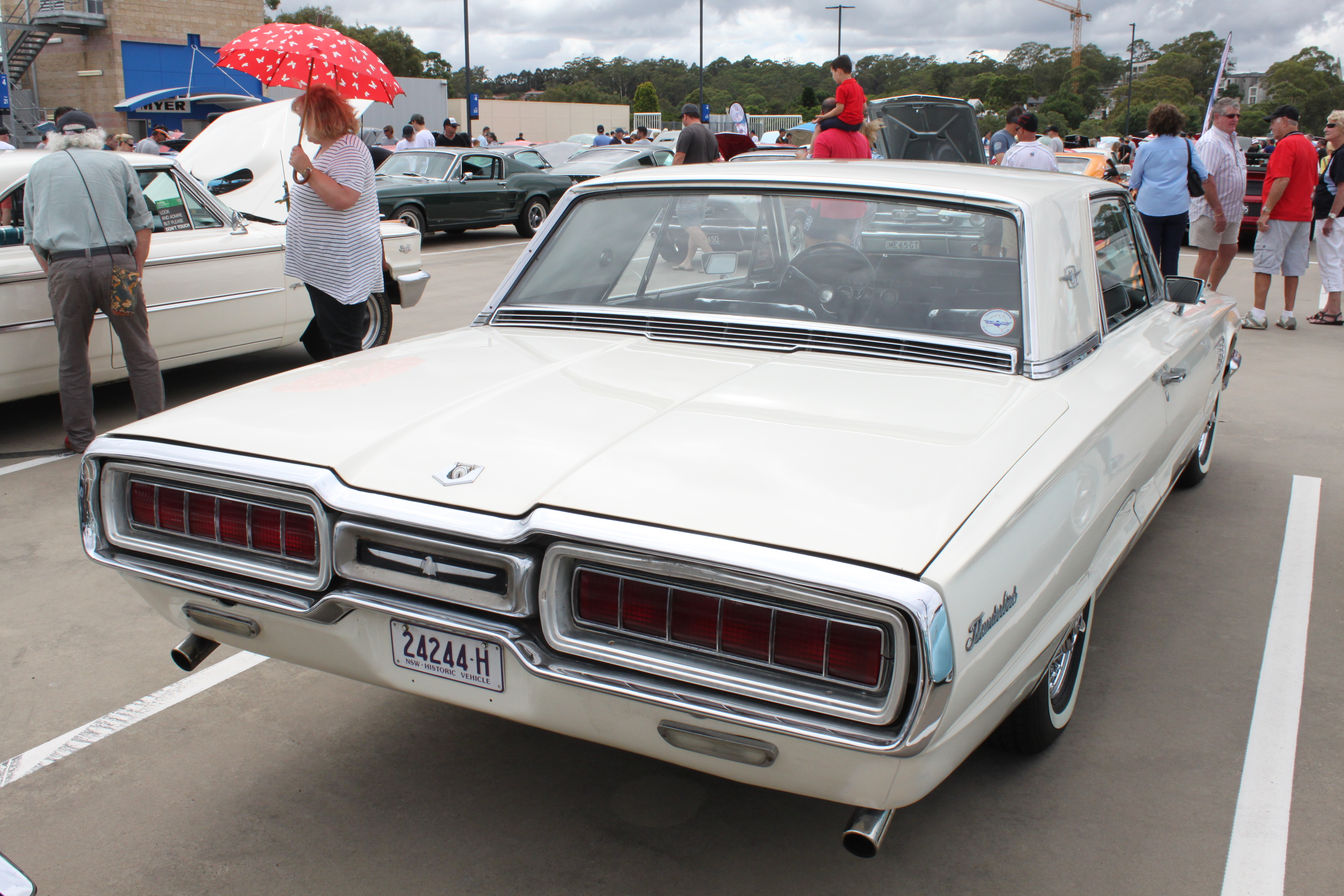
L'année modèle 1965 a vu le début des clignotants séquentiels

Plusieurs fonctionnalités destinées à la nouvelle génération ont été retardées jusqu'en 1965, dont les freins à disque avant qui sont devenus des équipements standard et les clignotants séquentiels qui clignotaient dans les trois ampoules des larges feux arrière horizontaux, de l'intérieur vers l'extérieur; ce dernier avait été retardé par la réglementation de l'éclairage des véhicules aux États-Unis. La garniture extérieure a été révisée, y compris une nouvelle calandre, l'emblème Thunderbird remplaçant les lettres majuscules sur le bord avant du capot, une garniture simulée de ventilation d'aile avant, des scripts Thunderbird révisés maintenant situés sur le bord des panneaux de quart arrière, une garniture de lentille de feu arrière révisée et un emblème central unique remplaçant respectivement les oiseaux à double lentille et les lettres majuscules. La populaire colonne de direction «Tilt-Away» a continué, et était une fonctionnalité de la Thunderbird reconnue qui a ensuite été partagée sur d'autres produits Ford de niveau supérieur. Les ventes, affectées par la concurrence croissante, y compris le cannibalisme de la Mustang nouvellement introduite par Ford), ont chuté à 74 972 unités. Encore une fois, la boîte automatique Cruise-O-Matic MX était la seule transmission disponible.

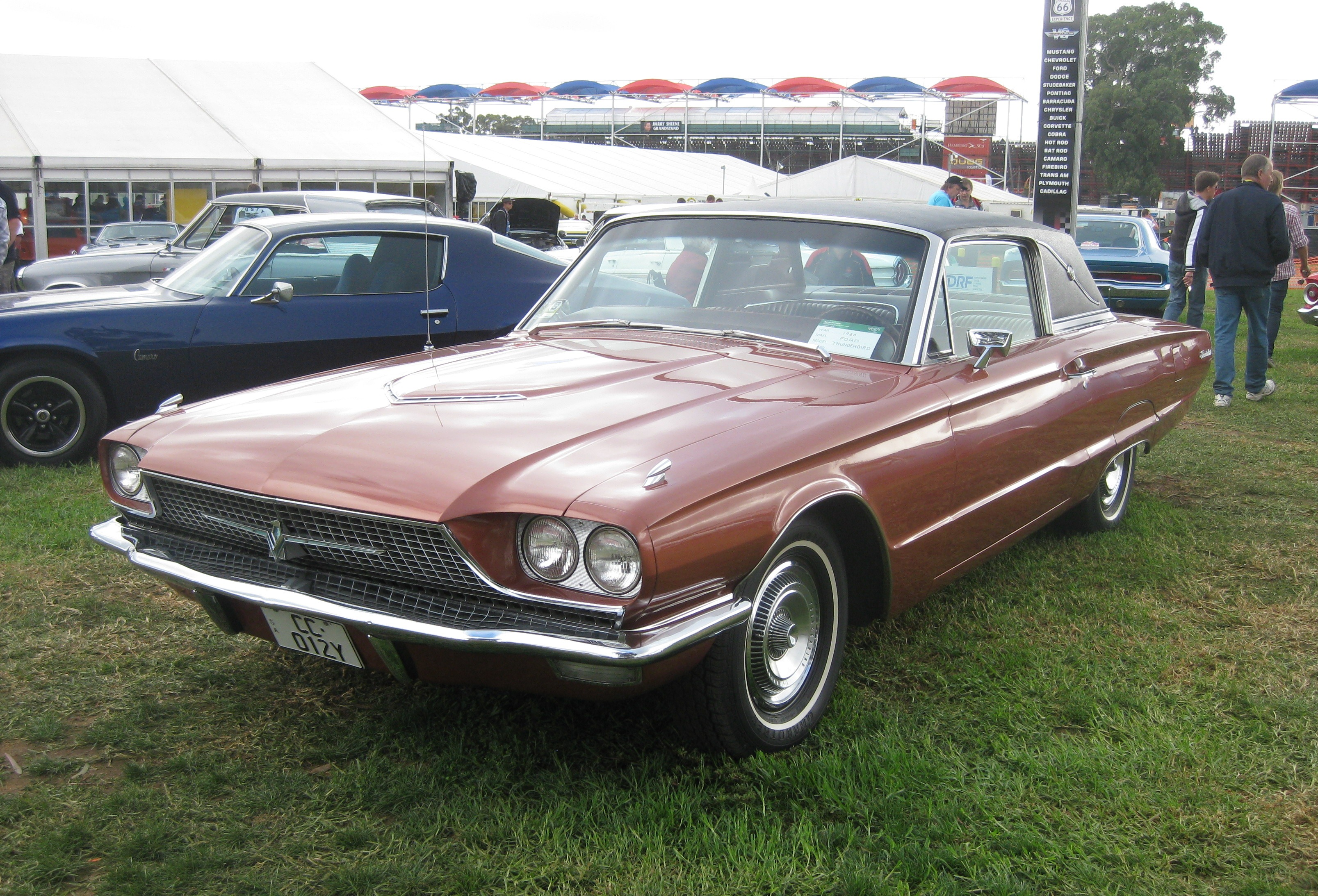
Town Landau de 1966

Les cabriolets ont emprunté le mécanisme d'ouverture de la toute nouvelle Lincoln Continental, où le couvercle du coffre s'ouvrait électriquement en une seule pièce, articulé à l'arrière du véhicule, puis le toit en tissu se repliait et disparaissait sous le couvercle du coffre. Le mécanisme était à l'origine utilisé sur le cabriolet à toit rigide Ford Fairlane 500 Skyliner de la fin des années 1950. Sur les cabriolets, l'ouverture du coffre pour le rangement nécessitait que le couvercle soit ouvert électriquement, sans déployer ni rétracter la capote pliante.
Pour 1966, la puissance du V8 de 390 pouces cubes a été portée à 315 ch (235 kW). Le plus grand V8 de 428 pouces cubes (7,0 L) est devenu optionnel, développant 345 ch (257 kW) et offrant une amélioration notable de l'accélération du 0 à 100 km/h à environ 9 secondes. Tous les modèles comportaient une nouvelle face avant. Un capot plus plat, des ailes avant remodelées, de nouveaux contours de phares, une nouvelle calandre de style caisse à œufs avec un grand emblème Thunderbird, de nouvelles protections de pare-chocs, une seule barre de pare-chocs et un pan de rouleau peint ont remplacé le pare-chocs avant en deux parties des deux modèles précédents. Les feux arrière ont été révisés, maintenant avec une unité de 3 pièces allant sur toute la largeur à l'arrière, le feu de recul maintenant situé dans la section centrale a remplacé les anciens feux montés sur le plateau arrière. Un nouveau modèle, la Town Hardtop, a été proposé, doté d'un toit avec des panneaux de quart sans vitres pour un look plus "formel" (au détriment de la visibilité arrière). La Landau a été remplacée par la Town Landau avec les panneaux de quart sans vitres et un toit formel, elle conservait le toit rembourré du modèle précédent et les barres landau en S. Il est devenu de loin le modèle le plus vendu, représentant 35 105 unités sur les 69 176 unités vendues pour l'année modèle 1966. La transmission utilisée sur les premières Thunderbird équipés du moteur V8 390 était la Cruise-O-Matic MX, mais toutes les Thunderbirds tardive équipées de la version 390 ou du moteur V8 428 avaient la nouvelle transmission automatique C6 3 vitesses.

## Films et culture populaire
Un cabriolet Thunderbird noir de 1964 a joué un rôle notable dans la série télévisée Highlander en tant que principal mode de transport du protagoniste Duncan Macleod. Un cabriolet Thunderbird blanc de 1964 a été utilisé par Felix Leiter dans une scène de poursuite dans le film Goldfinger, avec Sean Connery. Une autre apparaît brièvement dans le film Opération Tonnerre.
Une Town Landau dorée de 1966 était conduite par Dean Martin en tant que Matt Helm dans le film Bien joué Matt Helm. Elle comportait plusieurs gadgets, dont la possibilité d'afficher un message défilant qui traversait les feux arrière. Le conducteur pouvait dicter ce qu'il voulait y faire apparaître dans un microphone. 
Un cabriolet Thunderbird vert de 1966 figurerait en véhicule principal dans le film de Ridley Scott, Thelma et Louise sorti en 1991, avec Susan Sarandon et Geena Davis au volant. 
Un cabriolet Thunderbird rouge de 1966 a été présenté dans le film Outsiders sorti en 1983 et réalisé par Francis Ford Coppola, et une Thunderbird Convertible noire de 1965 a été présentée dans le film de David Lynch, Sailor et Lula, avec Nicolas Cage et Laura Dern.

## Totaux de production
| Année | Production |
| 1964  | 92,465     |
| 1965  | 74,972     |
| 1966  | 69,176     |
| Total | 236,613    |